# Фредерик, Карл
Карл Телфорд Фредерик (англ. Karl Telford Frederick, 2 февраля 1881 — 11 февраля 1963) — американский адвокат, олимпийский чемпион.
Карл Фредерик родился в 1881 году в городе Чатогай, округ Франклин, штат Нью-Йорк. В 1903 году окончил Принстонский университет, а затем поступил в Harvard Law School, которую окончил в 1908 году. Много лет работал адвокатом в Нью-Йорке.
В 1920 году на Олимпийских играх в Антверпене Карл Фредерик стал чемпионом в личном и командном первенствах в стрельбе из произвольного пистолета на дистанции 50 м, а также в командном первенстве в стрельбе из скорострельного пистолета.
В 1948 году Карл Фредерик был капитаном сборной США по стрельбе на Олимпийских играх в Лондоне. Позднее он стал президентом National Rifle Association и вице-президентом U.S. Revolver Association.